# حوزه انتخابیه اول مینه‌سوتا
حوزه انتخابیه اول مینه‌سوتا یک حوزه انتخابیه مجلس نمایندگان آمریکا است که در ایالت مینه‌سوتا قرار دارد.